# Pieter Geyl
Pieter Catharinus Arie Geyl (Dordrecht, 15 de dezembro de 1887 - Utrecht, 31 de dezembro de 1966) foi um historiador neerlandês. É considerado um dos mais destacados historiadores dos Países Baixos no século XX.

## Biografia
Geyl passou a se interessar pela história após sua entrada na Universidade de Leiden, onde se envolveu com o Movimento Flemish em 1911. Após receber seu título de doutor, em 1913, tornou-se o correspondente de Londres para o jornal Nieuwe Rotterdamse Courant. Em 1919, foi indicado professor de História Holandesa na Universidade de Londres, onde permaneceu até 1935, ano em que passou a trabalhar na Universidade de Utrecht. Em outubro de 1940, foi capturado e preso pelos nazistas no campo de concentração Buchenwald, sendo transferido no ano seguinte para a Holanda. Foi liberado apenas em 1944, voltando ao seu ofício de professor.
O primeiro trabalho publicado de Pieter Geyl foi a sua dissertação sobre Christofforo Suriano, em 1913. Seu próximo livro, Guilherme IV na Inglaterra até 1748, publicado em 1924, abordou a luta entre o Partido Orange e o Republican States Party e os seus efeitos na política externa da Holanda, temas que se tornaram dominantes em muitos de seus trabalhos posteriores. Em 1925, publicou uma coleção de artigos, A Grande Ideia Holandesa, tratando do conceito de unidade na história da Holanda e de Flanders. Sua principal contribuição, História do povo holandês, publicada em seis volumes ao longo de 1930 e 1937, cobriu a história holandesa desde suas origens até 1798.
Em 1947, Geyl iniciou uma longa discussão com o historiador inglês Arnold Toynbee, criticando o seu trabalho em função de uma suposta artificialidade, falta de embasamento empírico, e pelo fato de acarretar algumas pressuposições teológicas. Por motivos semelhantes, Geyl condenou também as considerações filosóficas de Edward Hallett Carr. No decorrer da década de 1950 em diante, o autor continuou publicando ensaios sobre o tema, como Debates com Historiadores (1955), Uso e Abuso da História (1955), e Conflitos em História (1961). A obra de Geyl é lembrada pela ênfase na política externa em contraste com questões constitucionais, assim como pela análise cuidadosa acerca dos fatores geográficos e militares por detrás das dissidências religiosas nos Países Baixos.

## Obras
- 1913 - Christofforo Suriano: residente da República Sereníssima de Veneza em Haia, 1616-1623 (Christofforo Suriano: resident van de Serenissime Republiek van Venetië in Den Haag, 1616–1623)
- 1924 - Guilherme IV na Inglaterra até 1748 (Willem IV en Engeland tot 1748)
- 1925 - A Grande Ideia Holandesa (De Groot-Nederlandsche gedachte)
- 1930-37 - História do povo holandês (De geschiedenis van de Nederlandsche Stam, 6 vols.)
- 1936 - Dia da Revolução em Amsterdã, agosto-setembro de 1748 (Revolutiedagen te Amsterdam, Augustus–September 1748)
- 1939 - Oranje e Stuart, 1641-72 (Oranje en Stuart, 1641–72)
- 1946 - Patriotas e NSBers (Patriotten en NSBers)
- 1946 - Napoleão: a favor e contra na historiografia francesa (Napoleon: voor en tegen in de Franse geschiedschrijving)
- 1947 - O movimento dos Patriotas, 1780-1787 (De Patriottenbeweging, 1780–1787)
- 1948 - Podemos Conhecer o Padrão do Passado? Discussão entre P. Geyl e A. Toynbee sobre o livro de Toynbee "Um estudo da história" (Can We Know the Pattern of the Past? Discussion between P. Geyl and A. Toynbee concerning Toynbee's Book "A Study of History", coautoria de Arnold Toynbee)
- 1949 - O Padrão do Passado: Podemos determina-lo? (The Pattern of the Past: Can we Determine it?, coautoria de Arnold Toynbee e Pitirim Sorokin)
- 1955 - Uso e Abuso da História (Use and Abuse of History)
- 1958 - Debates com Historiadores (Debates with Historians)
- 1958 - Estudos e batalhas (Studies en strijdschriften)
- 1961 - Conflitos em História (Encounters in History)
- 1961-64 - Holanda no século XVII (The Netherlands in the Seventeenth Century, 2 vols.)
- 1966 - A Revolta dos Países Baixos, 1555-1609 (The Revolt of the Netherlands, 1555–1609)